# Bondsjön (Skedevi socken, Östergötland)
Bondsjön är en sjö i Finspångs kommun i Östergötland och ingår i Nyköpingsåns huvudavrinningsområde. Sjön har en area på 0,0916 kvadratkilometer och ligger 52,1 meter över havet.

## Delavrinningsområde
Bondsjön ingår i det delavrinningsområde (652562-150848) som SMHI kallar för Utloppet av Hunn. Medelhöjden är 57 meter över havet och ytan är 93,23 kvadratkilometer. Räknas de 12 avrinningsområdena uppströms in blir den ackumulerade arean 363,01 kvadratkilometer. Bokvarnsån (Svarttorpsån) som avvattnar avrinningsområdet har biflödesordning 2, vilket innebär att vattnet flödar genom totalt 2 vattendrag innan det når havet efter 101 kilometer. Avrinningsområdet består mestadels av skog (68 procent). Avrinningsområdet har 16,5 kvadratkilometer vattenytor vilket ger det en sjöprocent på 17,7 procent. Bebyggelsen i området täcker en yta av 1,25 kvadratkilometer eller 1 procent av avrinningsområdet.